# أوليفر كوك
أوليفر كوك (بالإنجليزية: Oliver Cook)‏ هو مجدف بريطاني، ولد في 5 يونيو 1990.

## وصلات خارجية
- أوليفر كوك على موقع الاتحاد الدولي للتجديف (الإنجليزية)
- أوليفر كوك على موقع اللجنة الأولمبية الدولية (الإنجليزية)
- أوليفر كوك على موقع أوليمبيديا (الإنجليزية)
- أوليفر كوك على موقع اللجنة الأولمبية البريطانية (الإنجليزية)